# Otto Warmbier
Otto Warmbier (Cincinnati, 12 dicembre 1994 – Cincinnati, 19 giugno 2017) è stato un cittadino statunitense imprigionato in Corea del Nord dal gennaio 2016 al giugno 2017 dopo la condanna per "atti ostili" contro lo stato nordcoreano.
Alla fine di dicembre 2015, Warmbier si trovava a Hong Kong per un programma di studio all'estero, quando decise di visitare la Corea del Nord in un tour guidato. Il 2 gennaio 2016, Warmbier fu arrestato all'Aeroporto internazionale di Pyongyang mentre era in attesa della partenza per lasciare il Paese. Accusato di aver tentato di rubare un manifesto di propaganda dall'Albergo Internazionale Yanggakdo, è stato condannato a 15 anni di prigione con lavori forzati.
Poco dopo la sua condanna nel marzo 2016 Warmbier ha subito un grave trauma neurologico per cause mai acclarate ed è caduto in coma per più di un anno. Le autorità nordcoreane non rivelarono le sue condizioni cliniche fino al giugno del 2017, annunciando che le cause del coma fossero da attribuire al botulismo e all'assunzione di sonnifero. Fu liberato più tardi quello stesso mese, ancora in stato comatoso dopo 17 mesi di prigionia. Rimpatriato negli Stati Uniti d'America, giunse a Cincinnati il 13 giugno 2017 e trasferito al centro medico dell'Università di Cincinnati per una valutazione immediata, durante la quale i medici non trovarono segni di botulismo.
Warmbier non ha mai ripreso conoscenza ed è morto il 19 giugno 2017, sei giorni dopo il suo ritorno negli Stati Uniti, quando i genitori hanno firmato l'assenso per far rimuovere il tubo di alimentazione che lo manteneva artificialmente in vita. Un rapporto del coroner ha dichiarato che è morto a causa di una ferita sconosciuta che ha comportato la mancanza di ossigeno al cervello. Le scansioni interne non invasive non hanno trovato segni di fratture al cranio.
Nel 2018, una corte federale degli Stati Uniti ha ritenuto il governo nordcoreano responsabile per la tortura e la morte di Warmbier, in un giudizio a favore dei genitori di Warmbier dopo che la Corea del Nord non ha contestato il caso. Nel 2019, il presidente degli Stati Uniti, Donald Trump, ha causato polemiche per aver affermato di credere nella parola del capo nordcoreano Kim Jong-un che dichiarava di non essere responsabile della morte di Warmbier. In risposta, i genitori di Warmbier hanno criticato Trump per aver inventato scuse per Kim e "il suo regime malvagio".

## Biografia
Otto Warmbier nacque il 12 dicembre 1994, primogenito di tre figli di Cindy (nata Garber) e Fred Warmbier. Cresciuto a Cincinnati, Ohio, frequentò la Wyoming High School, dove veniva considerato benvoluto e studioso, e si laureò nel 2013 come salutatorian. Si iscrisse in seguito presso l'Università della Virginia, dove stava studiando per una doppia laurea in economia e commercio, e fece uno scambio all'estero presso la London School of Economics. La madre di Warmbier è ebrea e Otto era attivo a Hillel nel suo campus universitario.

## Corea del Nord
Secondo quanto dichiarato dal padre Fred, Otto Warmbier era in viaggio verso Hong Kong per completare un programma di studio all'estero, quando, mentre si trovava in Cina alla fine del 2015, fu messo al corrente dell'esistenza di una società che reclamizzava viaggi in Corea del Nord. Egli affermò che il tour operator cinese Young Pioneer Tours faceva appello ai giovani occidentali con slogan come "Questo è il viaggio che i tuoi genitori non vogliono che tu faccia!" e ribadì più volte quanto il viaggio da loro pubblicizzato fosse sicuro per i cittadini statunitensi.
Il 29 dicembre 2015, Warmbier partì da Pechino verso la Corea del Nord per cinque giorni con il suo gruppo turistico, che comprendeva altri dieci cittadini statunitensi. Tale gruppo celebrò l'ultimo dell'anno festeggiando nella Piazza Kim Il-sung di Pyongyang prima di tornare ai loro alloggi presso lo Yanggakdo International Hotel, dove hanno continuato a bere alcolici. La mattina presto del primo dell'anno, Warmbier avrebbe tentato di rubare un poster di propaganda da una zona riservata al personale dell'hotel. Il manifesto affermava (in coreano): "Armiamoci fortemente del patriottismo di Kim Jong-il!" Danneggiare o rubare tali oggetti con il nome o l'immagine di un leader nordcoreano è considerato un crimine grave dal governo nordcoreano.

### Arresto

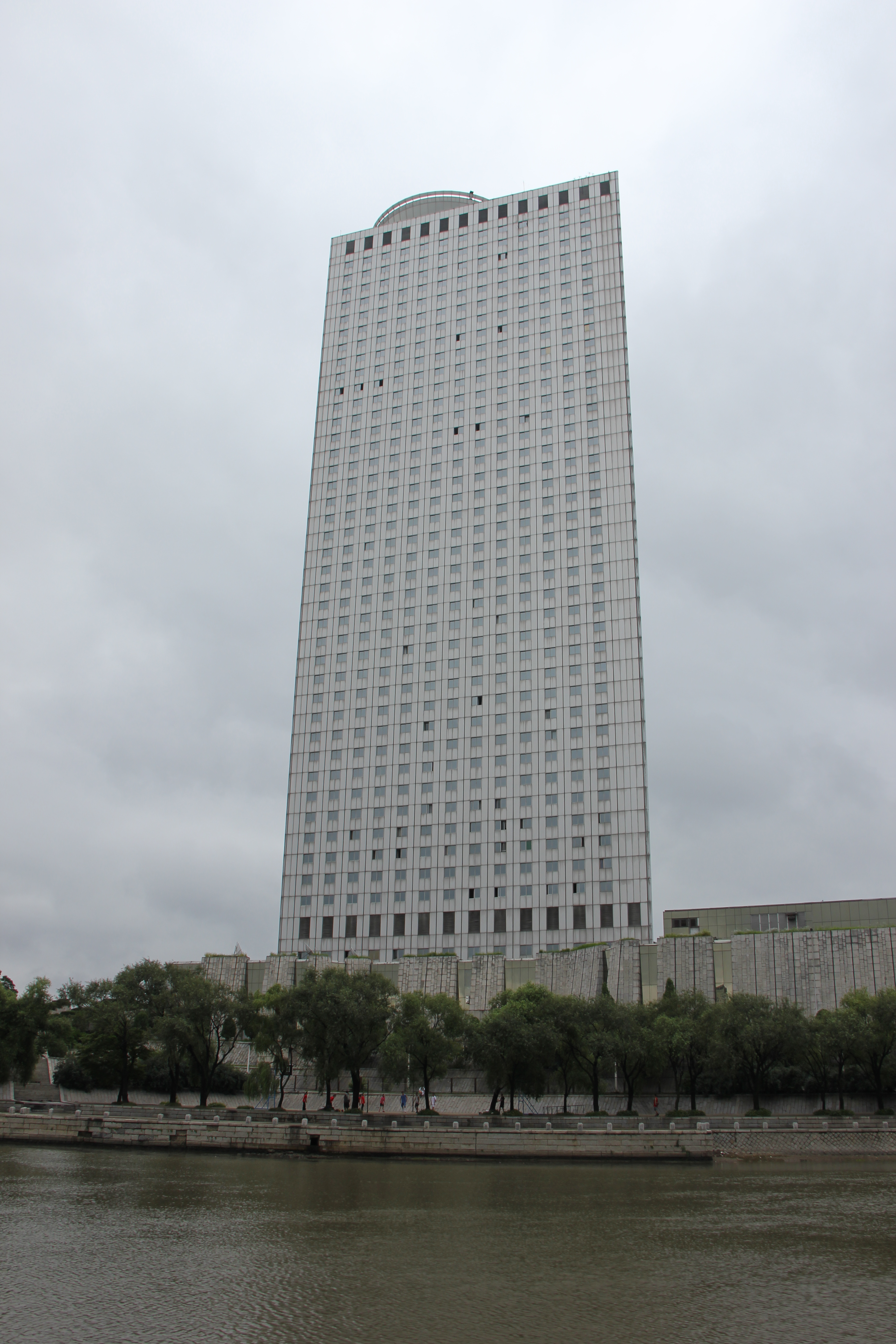
Lo Yanggakdo International Hotel a Pyongyang, dove sarebbe accaduto il furto

Il 2 gennaio 2016, Warmbier fu arrestato all'aeroporto internazionale di Pyongyang in attesa della partenza dalla Corea del Nord. Danny Gratton, un membro britannico del gruppo di tour di Warmbier, assistette all'arresto.
Quando l'aereo del gruppo stava per lasciare il terminal, un ufficiale salì a bordo e annunciò: "Otto è molto malato ed è stato portato all'ospedale." Alcuni reporter indicarono che Warmbier parlò telefonicamente con una guida turistica di Young Pioneer dopo il suo arresto, ma ciò venne negato da un portavoce di Young Pioneer che dichiarò a BBC News che "nessuno dei suoi dipendenti ha avuto contatti diretti con Otto dopo che è stato portato via". Gli altri membri del suo gruppo di tour lasciarono il paese senza imprevisti.
L'agenzia di stampa statale nordcoreana Korean Central News Agency, inizialmente annunciò che Warmbier era stato arrestato per "un atto ostile contro lo stato", senza specificare ulteriori dettagli. La Corea del Nord si rifiutò di fornire dettagli sulla natura precisa della sua infrazione per sei settimane, anche se una portavoce di Young Pioneer disse a Reuters che c'era stato un "incidente" presso l'Hotel Yanggakdo. In una conferenza stampa, il 29 febbraio 2016, Warmbier, leggendo da una dichiarazione preparata, confessò di aver tentato di rubare un poster di propaganda da un'area riservata al solo personale del secondo piano dell'Hotel Yanggakdo per portarlo negli Stati Uniti. Non è noto se la confessione fosse forzata, in quanto Warmbier non riprese mai conoscenza dopo il suo ritorno negli Stati Uniti. Tuttavia, varie fonti, tra cui Gratton, hanno affermato che egli fosse chiaramente sotto costrizione. Gli ex prigionieri della Corea del Nord hanno successivamente ritrattato le loro confessioni dopo la loro liberazione, affermando che fossero state fatte sotto costrizione.
Durante la confessione, Warmbier dichiarò anche di aver complottato di rubare il poster per volere di una chiesa metodista nella sua città natale e di una società segreta dell'Università della Virginia alla quale desiderava aderire (denominata Z Society), constatando come entrambi i gruppi fossero alleati con la CIA. Queste affermazioni, che TIME considerava "fantasiose" e "non plausibili", sono state contestate sia dalla chiesa sia dalla Z Society. Il New York Times osservò che "la natura improbabile dei dettagli ha suggerito che la sceneggiatura fosse stata scritta dagli interrogatori nordcoreani di Warmbier". Il negoziatore statunitense Mickey Bergman dichiarò in seguito che alla famiglia di Warmbier fu consigliato di mantenere il silenzio sulla sua appartenenza ebraica mentre era in arresto, poiché i negoziatori credevano che il rinnegamento pubblico della pretesa affiliazione di Warmbier con una chiesa metodista avrebbe inimicato il regime nordcoreano.

### Processo e condanna
Il 16 marzo 2016, poche ore dopo che l'inviato statunitense Bill Richardson si incontrò a New York con due diplomatici nordcoreani dell'ufficio delle Nazioni Unite per spingere verso il rilascio di Warmbier, Warmbier fu processato e condannato per il furto del poster di propaganda da un'area riservata dell'hotel. Le prove del suo processo, durato un'ora, consistevano nella sua confessione, nelle riprese della polizia nordcoreana, nelle impronte digitali e nelle deposizioni dei testimoni. Fu condannato a 15 anni di lavori forzati. La Human Rights Watch ha considerato l'udienza una farsa ("kangaroo court") e descrisse la condanna come "oltraggiosa e scioccante". Il portavoce del Dipartimento di Stato statunitense Mark Toner dichiarò che era chiaro che la Corea del Nord avesse utilizzato cittadini statunitensi arrestati per scopi politici, nonostante il suo diniego.
Bill Richardson e alcuni media hanno suggerito che la dura condanna era in risposta alle accresciute tensioni tra la Corea del Nord e gli Stati Uniti. Il 16 marzo 2016, la BBC annunciò: "La Corea del Nord ha sollevato la sua retorica ostile nelle ultime settimane, dopo che le Nazioni Unite hanno imposto alcune delle sanzioni più severe mai adottate. Le sanzioni sono state una risposta alla Corea del Nord che ha condotto il suo quarto test nucleare e satellite nello spazio, che è stato visto come un test segreto della tecnologia dei missili vietati. La Corea del Nord è stata anche irritata dagli Stati Uniti e dalla Corea del Sud che effettuano le loro esercitazioni militari annuali, che quest'anno coinvolgono circa 315.000 persone".
Il 18 marzo 2016 è stato pubblicato da KCNA un video che pretende di essere il filmato sul furto della telecamera di sicurezza dell'hotel. Nel breve video a bassa risoluzione, all'1:57 del mattino, una figura rimuove un poster da un muro del corridoio e lo posiziona sul pavimento, appoggiandolo contro il muro. Il filmato pubblicato non mostra eventi successivi. Warmbier indicò nella sua confessione di aver abbandonato il poster dopo aver scoperto che era troppo grande da portare via.
Un membro dello staff dell'hotel ha detto alla corte: "Pensavo che qualcuno avesse deliberatamente preso il poster, così ho mobilitato la sicurezza per evitare di danneggiarlo e l'ho riferito alle autorità."

## Rilascio
Fred e Cindy Warmbier si sono incontrati con numerosi funzionari dell'amministrazione Obama, tra cui l'allora segretario di stato John Kerry, e con l'ambasciatore svedese, che fungeva da interlocutore tra gli Stati Uniti e la Corea del Nord. Nel maggio 2017, Fred Warmbier ha detto che l'amministrazione Obama li ha incoraggiati a mantenere un basso profilo sulla situazione del figlio, ma che lui e sua moglie volevano che il loro figlio facesse parte di qualsiasi negoziato tra Stati Uniti e Corea del Nord.
Il 13 giugno 2017, il segretario di stato Rex Tillerson annunciò che la Corea del Nord aveva rilasciato Warmbier. Tillerson annunciò anche che il Dipartimento di Stato assicurava il rilascio di Warmbier sotto indicazione del presidente Donald Trump, e il Dipartimento di Stato continuerebbe a discutere di altri tre cittadini statunitensi detenuti con la Corea del Nord.
Successivamente i media rivelarono che in una riunione a New York il 6 giugno, alcuni funzionari nordcoreani avevano dichiarato al rappresentante speciale del Dipartimento di Stato degli Stati Uniti Joseph Yun che Warmbier aveva contratto il botulismo alimentare subito dopo la sua condanna ed era caduto in coma dopo aver preso un sonnifero. Una delegazione guidata da Yun volò a Pyongyang per sorvegliare il rimpatrio di Warmbier.
Dopo 17 mesi di carcere, Warmbier, in stato comatoso, fu trasferito a Cincinnati e arrivò la sera del 13 giugno. Fu portato al centro medico dell'Università di Cincinnati, dove i medici cercarono di determinare cosa causasse il suo coma e se ci fossero segni di ripresa.

### Condizioni mediche
I medici di Warmbier presso l'Università di Cincinnati Medical Center affermarono che egli fosse in uno stato di "insensibilità alla veglia", ovvero in stato vegetativo persistente. Era in grado di respirare da solo e battere le palpebre, ma non mostrava alcun segno di consapevolezza del proprio ambiente, come la comprensione del linguaggio, né avviava movimenti intenzionali.
Le cartelle cliniche della Corea del Nord dimostrarono che Warmbier era in questo stato da aprile 2016, un mese dopo la sua condanna. Durante la sua liberazione, i nordcoreani fornirono un disco contenente due scansioni cerebrali con risonanza magnetica, datate aprile e luglio 2016, che mostravano danni al cervello.
Secondo la sua squadra medica, le scansioni del cervello hanno rivelato che Warmbier aveva sofferto di una vasta perdita di tessuto cerebrale in tutto il cervello, coerente con un evento cardiopolmonare che causava la privazione dell'ossigeno del cervello. I medici hanno detto di non sapere cosa avesse causato l'arresto cardiaco, ma che sarebbe potuto derivare da un arresto respiratorio, mentre uno specialista in terapia neurointensiva dell'ospedale dichiarò che non c'erano prove che indicassero il botulismo. Dissero che i medici non hanno trovato prove di abusi fisici o torture; le scansioni del collo e della testa di Warmbier erano normali al di fuori della lesione cerebrale. Hanno aggiunto "Non abbiamo visto alcuna evidenza di fratture di guarigione o fratture guarite che sarebbero state inferte entro quel periodo" e che "Crediamo che per qualcuno che è stato costretto a letto per più di un anno, che il suo corpo e la sua pelle era in condizioni eccellenti ".
Il padre di Warmbier ha tenuto una conferenza stampa il 15 giugno, ma ha rifiutato di rispondere alla domanda di un giornalista sul fatto che il danno neurologico fosse stato causato o meno da un'aggressione, dicendo che avrebbe lasciato che i medici facessero quella constatazione. Ha affermato che la sua famiglia non credeva a nulla di ciò che i nordcoreani avessero detto loro. Ha espresso rabbia contro i nordcoreani per le condizioni di suo figlio, dicendo: "Non c'è alcuna scusa per qualunque nazione civilizzata di aver tenuto segrete le sue condizioni, e per aver negato le necessarie cure mediche per così tanto tempo".

## Morte
Dopo che i suoi genitori chiesero che il suo tubo di alimentazione fosse rimosso, Warmbier morì in ospedale alle 2:20 del pomeriggio, il 19 giugno 2017, all'età di 22 anni. La sua famiglia ha rilasciato una dichiarazione esprimendo la loro tristezza, ringraziando lo staff dell'ospedale per le loro azioni. Il presidente Trump rilasciò una dichiarazione sulla morte di Warmbier: "Non c'è niente di più tragico per un genitore che perdere un ragazzo nel fiore degli anni: i nostri pensieri e le nostre preghiere sono con la famiglia e gli amici di Otto e tutti quelli che lo amano". Ha aggiunto: "Gli Stati Uniti condannano ancora una volta la brutalità del regime nordcoreano mentre piangiamo la sua ultima vittima."
Funzionari nordcoreani hanno detto che il loro paese è la "più grande vittima" della morte di Warmbier a seguito di una "campagna diffamatoria", affermando che il loro trattamento nei suoi confronti era "umanitario". Un portavoce ha aggiunto:
Su richiesta della famiglia di Warmbier, non fu eseguita un'autopsia e fu condotto solo un esame esterno post mortem. I medici hanno ipotizzato che la causa della morte avrebbe potuto essere un coagulo di sangue, polmonite, sepsi o insufficienza renale. I sonniferi avrebbero potuto far sì che Warmbier smettesse di respirare se avesse avuto il botulismo e ne fosse rimasto paralizzato. I medici dell'Università di Cincinnati non hanno trovato alcuna prova di botulismo, ma diversi neurologi hanno detto che il botulismo non può essere escluso, dato il lungo periodo di tempo prima del ritorno di Warmbier negli Stati Uniti.
Un funerale per Warmbier si è svolto il 22 giugno 2017 presso la Wyoming High School; hanno partecipato oltre 2.500 persone in lutto. Fu sepolto al cimitero di Oak Hill a Glendale, nell'Ohio, e gli studenti legarono nastri su ogni albero e palo lungo il percorso di tre miglia percorsa dal corteo funebre dalla scuola superiore al cimitero.

## Reazioni pubbliche
Le reazioni pubbliche alla morte di Warmbier furono consistenti. I senatori statunitensi John McCain e Marco Rubio l'hanno definito "omicidio". Nikki Haley, ambasciatore degli Stati Uniti presso le Nazioni Unite, ha dichiarato: "Innumerevoli uomini e donne innocenti sono morti per mano dei criminali nordcoreani, ma il caso singolare di Otto Warmbier tocca il cuore statunitense come nessun altro." Il presidente della Corea del Sud, Moon Jae-in, ha trasmesso le sue condoglianze alla famiglia di Warmbier e ha affermato: "Non possiamo sapere con certezza che la Corea del Nord abbia ucciso il signor Warmbier, ma credo sia chiaro che hanno una pesante responsabilità nel processo che ha portato alla morte del sig. Warmbier."
Michael Kirby, presidente della commissione d'inchiesta delle Nazioni Unite sui diritti umani in Corea del Nord, ha scritto: "Il destino di un giovane statunitense diventa una metafora, una sorta di simbolo, di una grande storia di migliaia di statistiche senza nome rinchiuse e oppresse nella Corea del Nord sono senza voce, ma Otto Warmbier parla della loro sofferenza dalla sua tomba, ricorda al mondo i torti dei diritti umani in Corea del Nord e si unisce alle voci dei numerosi testimoni che hanno testimoniato la commissione ONU."
I media hanno riferito su una vasta gamma di altre reazioni. Alcuni hanno criticato l'amministrazione Obama per presunta inerzia nel caso di Warmbier, un reclamo contestato dal portavoce di Obama, Ned Price. Alcuni hanno criticato la Young Pioneer Tours (l'agenzia di viaggi che ha organizzato il viaggio in Corea del Nord di Warmbier) per la sua presunta cultura del bere e per aver minimizzato i rischi dei viaggi in Corea del Nord. Dopo la morte di Warmbier, Young Pioneer annunciò che non avrebbe più accettato i cittadini statunitensi durante i suoi tour. Ha anche modificato il suo sito web per sottolineare che la Corea del Nord è "estremamente severa con le leggi di lesa maestà."
Alcuni hanno messo in discussione la decisione di Warmbier di visitare la Corea del Nord in prima istanza. Robert R. King, ex inviato degli Stati Uniti per le questioni relative ai diritti umani della Corea del Nord, ha osservato che Warmbier non ha rispettato il consiglio di viaggio del Dipartimento di Stato degli Stati Uniti, che "avverte fortemente" i cittadini statunitensi di non recarsi in Corea del Nord. Alcuni commentatori hanno suggerito che Warmbier era stato costretto dal regime nordcoreano a rimuovere il poster di propaganda, mentre altri hanno accettato la sua colpa, e in alcuni casi ha criticato Warmbier per aver violato la legge essendo uno statunitense che visita un paese ostile.

## Conseguenze
A luglio 2017, il governo degli Stati Uniti annunciò che avrebbe vietato ai turisti statunitensi di visitare la Corea del Nord a partire dal 1º settembre 2017, con la detenzione di Warmbier come uno dei motivi.

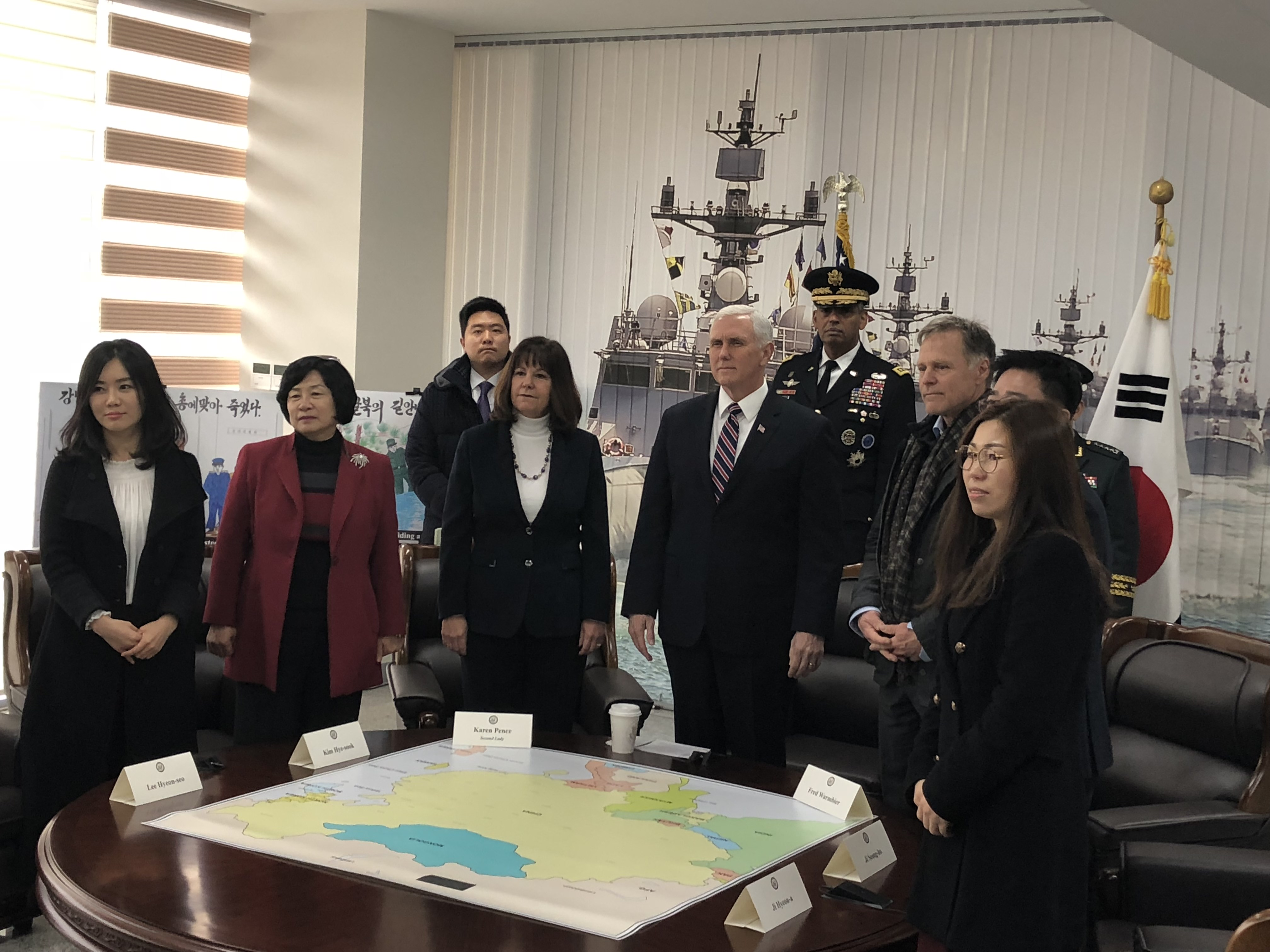
Il vicepresidente degli Stati Uniti Mike Pence al memoriale di Cheonan con i disertori nordcoreani e Fred Warmbier, febbraio 2018

Nel suo discorso all'Assemblea generale delle Nazioni Unite, il 19 settembre 2017, il presidente Donald Trump ha menzionato Warmbier, mentre denunciava la Corea del Nord come uno stato canaglia. Una settimana dopo, Trump pubblicò su Twitter che Warmbier era "torturato oltre ogni immaginazione" dalla Corea del Nord. Il suo post ha seguito un'intervista televisiva data dai genitori di Warmbier, in cui hanno parlato della morte del loro figlio e hanno espresso il desiderio che la Corea del Nord venisse reinserita nella lista degli stati sostenitori del terrorismo. Due dentisti privati di Warmbier hanno testimoniato che le sue radiografie post mortem indicavano che i denti inferiori erano stati piegati all’indietro, rispetto alle radiografie precedenti, come se avessero subito un impatto. Si sospetta anche che una cicatrice su un piede di Wambier fosse stata causata da una tortura come l’elettroshock.
Il giorno seguente, rispondendo all'intervista dei genitori, il coroner dell'Ohio che aveva esaminato Warmbier ha negato che ci fossero segni di tortura e ha detto: "Sono genitori in lutto, non posso davvero commentare le loro percezioni." Il medico legale ha detto che Warmbier era morto a causa di danni al cervello a seguito di un'interruzione del flusso sanguigno. Ha detto che la condizione della sua pelle era eccellente e il suo volume muscolare era ragionevolmente buono date le circostanze.
Il 20 novembre 2017, il Dipartimento di Stato degli Stati Uniti ha re-inserito la Corea del Nord come uno stato sponsor del terrorismo. Il presidente Trump ha menzionato il caso di Warmbier quando ha fatto questo annuncio.
Nel giugno del 2018, i genitori di Warmbier hanno elogiato il presidente Trump per i suoi commenti sulla famiglia e hanno dichiarato che speravano che qualcosa di positivo sarebbe venuto dal primo vertice della Corea del Nord-Stati Uniti, che si è tenuto quel mese.
Nel febbraio del 2019, alla conclusione del secondo vertice nord-coreano degli Stati Uniti, Trump annunciò che aveva discusso del trattamento di Warmbier con il leader nordcoreano Kim Jong-un, e disse: "Lui [Kim] mi dice che non sapeva di Warmbier e lo prenderò in parola". Trump ha anche sostenuto che non sarebbe stato a vantaggio di Kim permettere a Warmbier di essere trattato male. A seguito dei commenti di Trump, i genitori di Warmbier hanno rilasciato una dichiarazione, dicendo: "Siamo stati rispettosi durante questo processo al vertice, ora dobbiamo parlare apertamente, Kim e il suo regime malvagio sono responsabili della morte di nostro figlio Otto, per crudeltà inimmaginabile e disumanità. Nessuna scusa o elogio sontuoso può cambiarlo." Trump in seguito ha detto che le sue osservazioni sono state "male interpretate" e ha aggiunto: "Certo che ritengo la Corea del Nord responsabile dei maltrattamenti e della morte di Otto", senza menzionare specificamente Kim.

### Causa
Nell'aprile 2018, i genitori di Warmbier citarono in giudizio il governo nordcoreano nel tribunale distrettuale federale degli Stati Uniti a Washington, accusando la Corea del Nord di torture e omicidi. Sebbene i cittadini privati non siano in genere in grado di citare in giudizio le nazioni straniere e i loro governi, i danni alle vittime delle nazioni designate come sponsor statali del terrorismo, come la Corea del Nord, derivano da un fondo speciale istituito dal Congresso degli Stati Uniti. La Corea del Nord non ha contestato il caso e nel mese di dicembre 2018 il giudice ha emesso una sentenza contumaciale ordinando alla Corea del Nord di pagare 501 milioni di dollari di danni.

## Documenti
- WARMBIER et al v. DEMOCRATIC PEOPLE'S REPUBLIC OF KOREA, su dockets.justia.com. (District Of Columbia District Court, case 1:18-cv-00977)
  -  Memorandum of Opinion in CYNTHIA WARMBIER, et al., Plaintiffs, v. DEMOCRATIC PEOPLE’S REPUBLIC OF KOREA, Defendant. -- Civil Action No. 18-977 (BAH) Chief Judge Beryl A. Howell (PDF), su courthousenews.com, District Of Columbia District Court, 10 dicembre 2018. URL consultato il 26 aprile 2019 (archiviato il 26 febbraio 2019).